# Люксембург (кантон)
Люксембу́рг (люкс. Lëtzebuerg, нем. Luxemburg, фр. Luxembourg) — кантон Люксембурга, относящийся к одноимённому округу. Не выходит ни к одной из государственных границ Великого герцогства Люксембург. На территории кантона находится столица государства, город Люксембург. Первый по населению и плотности населения кантон Люксембурга.
К кантону относятся 11 коммун: Бертранж, Контерн, Эсперанж, Люксембург, Нидеранвен, Зандвайлер, Шуттранж, Штайнзель, Штрассен, Вальферданж и Вайлер-ла-Тур.